# Championnats du monde de patinage de vitesse sur piste courte 2022
Navigation
Édition précédente Édition suivante
Les Championnats du monde de patinage de vitesse sur piste courte 2022 se déroulent à Montréal au Canada du 8 au 10 avril 2022. L'événement est organisé par l'Union internationale de patinage (ISU),.
Il y a dix épreuves au total : cinq pour les hommes et cinq pour les femmes. Les différentes distances sont le 500 mètres, le 1 000 mètres, le 1 500 mètres et le relais de 3 000 mètres (5 000 mètres pour les hommes) et un titre décerné au meilleur patineur sur l'ensemble des épreuves.
Ce championnat marque la fin du format ''Overall'' au championnat du monde.

## Programme
Les horaires sont donnés en heure locale (UTC+1).
Source

## Palmarès

### Résultats
| Épreuves           | Or                                                                          | Or         | Argent                                                                          | Argent    | Bronze                                                                             | Bronze    |
| ------------------ | --------------------------------------------------------------------------- | ---------- | ------------------------------------------------------------------------------- | --------- | ---------------------------------------------------------------------------------- | --------- |
| Hommes             |                                                                             |            |                                                                                 |           |                                                                                    |           |
| 500 m              | Shaoang Liu (HUN)                                                           | 40.573     | Quentin Fercoq (FRA)                                                            | 40.674    | Stijn Desmet (BEL)                                                                 | 40.710    |
| 1 000 m            | Shaoang Liu (HUN)                                                           | 1:25.462   | Lee June-seo (KOR)                                                              | 1:25.529  | Kwak Yoon-gy (KOR)                                                                 | 1:25.662  |
| 1 500 m            | Shaoang Liu (HUN)                                                           | 2:15.096   | Pascal Dion (CAN)                                                               | 2:15.644  | Stijn Desmet (BEL)                                                                 | 2:15.716  |
| 3 000 m Superfinal | Pascal Dion (CAN)                                                           | 4:42.214   | Lee June-seo (KOR)                                                              | 4:42.306  | Sjinkie Knegt (NED)                                                                | 4:42.721  |
| 5 000 m relais     | Corée du Sud Han Seung-soo Kwak Yoon-gy Lee June-seo Park In-wook           | 6:56.709   | Pays-Bas Itzhak de Laat Friso Emons Sjinkie Knegt Sven Roes                     | 6:56.786  | Canada Pascal Dion Steven Dubois Charles Hamelin Jordan Pierre-Gilles Maxime Laoun | 6:56.807  |
| Toutes épreuves    | Shaoang Liu (HUN)                                                           | 104 points | Pascal Dion (CAN)                                                               | 63 points | Lee June-seo (KOR)                                                                 | 55 points |
| Femmes             |                                                                             |            |                                                                                 |           |                                                                                    |           |
| 500 m              | Xandra Velzeboer (NED)                                                      | 42.476     | Kim Boutin (CAN)                                                                | 42.570    | Yara van Kerkhof (NED)                                                             | 42.642    |
| 1 000 m            | Choi Min-jeong (KOR)                                                        | 1:27.956   | Kim Boutin (CAN)                                                                | 1:28.076  | Xandra Velzeboer (NED)                                                             | 1:29.144  |
| 1 500 m            | Choi Min-jeong (KOR)                                                        | 2:23.594   | Kim Boutin (CAN)                                                                | 2:24.201  | Seo Whi-min (KOR)                                                                  | 2:24.455  |
| 3 000 m Superfinal | Choi Min-jeong (KOR)                                                        | 5:05.641   | Kim Boutin (CAN)                                                                | 5:05.734  | Seo Whi-min (KOR)                                                                  | 5:06.840  |
| 3 000 m relais     | Corée du Sud Choi Min-jeong Kim A-lang Seo Whi-min Shim Suk-hee Park Ji-yun | 4:09.683   | Canada Kim Boutin Florence Brunelle Alyson Charles Courtney Sarault Danaé Blais | 4:09.717  | Pays-Bas Rianne de Vries Selma Poutsma Yara van Kerkhof Xandra Velzeboer           | 4:09.779  |
| Toutes épreuves    | Choi Min-jeong (KOR)                                                        | 107 points | Kim Boutin (CAN)                                                                | 84 points | Xandra Velzeboer (NED)                                                             | 53 points |

### Tableau des médailles
| Rang  | Nation       | Or | Argent | Bronze | Total |
| ----- | ------------ | -- | ------ | ------ | ----- |
| 1     | Corée du Sud | 5  | 1      | 3      | 9     |
| 2     | Hongrie      | 4  | 0      | 0      | 4     |
| 3     | Pays-Bas     | 1  | 1      | 4      | 6     |
| 4     | Canada       | 0  | 7      | 1      | 8     |
| 5     | France       | 0  | 1      | 0      | 1     |
| 6     | Belgique     | 0  | 0      | 1      | 1     |
| Total | Total        | 10 | 10     | 10     | 30    |